# Izabela Orkisz
Izabela Orkisz, znana również jako Izabela Drobotowicz-Orkisz (ur. 7 czerwca 1958 w Gdańsku) – polska aktorka teatralna i filmowa.

## Życiorys
W 1983 roku ukończyła studia na PWST w Krakowie. Występowała w następujących teatrach:
- Teatr Wybrzeże w Gdańsku (1983-96)
- Teatr Atelier im. Agnieszki Osieckiej w Sopocie
- Teatr Bückleina w Krakowie
- Teatr Hagiograf w Krakowie

## Filmografia
- 1985: Rajska jabłoń − Bronka Mossakowska
- 1985: Dziewczęta z Nowolipek − Bronka Mossakowska
- 1988: Zakole
- 1991: Przeklęta Ameryka
- 1992: Kuchnia polska − urzędniczka na poczcie (odc. 4)
- 1992: 1968. Szczęśliwego Nowego Roku − urzędniczka na poczcie
- 1993: Żegnaj Ameryko! − młoda dziewczyna

## Teatr Telewizji
Wystąpiła w kilku spektaklach Teatru Telewizji. Ma na koncie m.in. rolę Lilli w spektaklu "Ostatnia próba" (1986r.).